# David Suazo
Óscar David Suazo Velázquez (* 5. listopadu 1979 San Pedro Sula) je bývalý honduraský profesionální fotbalista, který se po konci hráčské kariéry stal trenérem. Hrál na pozici útočníka v několika italských klubech a též za reprezentaci Hondurasu.

## Klubová kariéra

### Z Olimpie do Cagliari
Do světa velkého fotbalu jej uvedl paraguayský celek CD Olimpia, odkud jako 19letý zamířil do Itálie do týmu Cagliari Calcio. V jeho první sezóně nastoupil ke 13 zápasům a vstřelil 1 branku, nezabránil ale sestupu do Serie B. Zde klub strávil celkově čtyři sezóny, než se dokázal vrátit zpátky do Serie A. Suazo si vydobyl místo v základní sestavě a mužstvo střelecky táhl.
V ročníku 2004/05 bojoval nováček Cagliari o udržení v soutěži. Hned v září se gólově uvedl, na hřišti Fiorentiny sice jeho gól vzhledem k porážce 1:2 nestačil, další zápas doma se Sienou však pojistil vedení 2:0 gólem v 76. minutě.
Důležité 4 góly přidal v březnu, jimiž pomohl k záchraně. Jedním z nich byl gól v 89. minutě na 2:2 začátkem března na hřišti Parmy, ale Fábio Simplício nakonec v nastavení strhl výhru na stranu domácích.
Na jaře, konkrétně v březnu, si zahrál v exhibičním utkání na pomoc obětem tsunami.
Další ročník znovu sehrál velkou roli v záchraně v nejvyšší lize, když se stal s 22 góly třetím nejlepším střelcem za Lucou Tonim (31) a Davidem Trezeguetem (23).
Už ve druhém kole se prosadil proti Laziu, když pronikl obranou soupeře ještě během první minuty utkání, zápas díky gólu Siviglii skončil 1:1.
Následující utkání s Messinou srovnal na konečných 1:1.
V říjnu se trefil třikrát, a to nejprve proti Chievu (prohra 1:2), následně proti Livornu (remíza 1:1) a nakonec Fiorentině (prohra 1:2). Proti Sampdorii dvěma góly sám zařídil výhru 2:0.
Důležité branky střílel také na jaře, Cagliari skončilo sezonu na 14. příčce.
I další sezonu se gólově přičinil o záchranu, během 36 zápasů dal 14 branek. Cagliari skončilo jeden bod před sestupujícím Chievem. Podle jeho vlastních slov o něj v zimní přestávce projevil zájem Real Madrid, který se pokoušel nahradit odcházejícího Ronalda, Suazo však nabídku odmítl.

### Inter Milán
V červnu 2007 se dohodl na smlouvě s milánským Interem, kterému se upsal do roku 2011.
Během první sezony bojoval o místo v sestavě a plnil spíše roli náhradníka. Poslední říjnový den naskočil z lavičky do domácího zápasu proti Janovu (konečná výhra 4:1) a během několika minut se poprvé gólově prosadil.
Do konce podzimu přidal ještě tři branky. Sám zařídil výhru 2:0 doma nad Livornem, když ve 14. a poté 18. minutě rozhodl utkání.
V březnu na půdě Janova hrál znovu od začátku, jedním gólem zařídil remízu 1:1.
V italské lize celkem zasáhl do 27 utkání a vstřelil 8 branek i přes velkou konkurenci v podobě Ibrahimoviće, Crespa, Cruze a Balotelliho. Na konci sezony slavil mistrovský titul.

### Hostování a konec kariéry
Následně do Interu dorazil nový trenér José Mourinho, jenž se Suazem nepočítal.
Sezonu 2008/09 byl poslán na hostování do portugalské Benficy, kde prorazil do základní sestavy, ale jarní část příliš neovlivnil kvůli zranění. Zahrál si ve vítězném finále Ligového poháru proti Sportingu, a to v základu po boku kapitána Nuno Gomese a odehrál celý zápas.
Ani další sezonu nedostal šanci v Interu a byl poslán hostovat do Janova. Sezonu 2010/11 si nezahrál v soutěžním zápase kvůli zranění. Na konci sezony mu vypršela smlouva s Interem a zamířil jako volný hráč do Catanie Calcio, kde podepsal smlouvu do roku 2012.
Jeho působení v Catanii, nakonec poslední v kariéře, brzdila zranění. V létě 2012 mu skončila v klubu smlouva, na jaře 2013 pak ohlásil konec kariéry.

## Reprezentační kariéra
Trenér Maradiaga jej vzal na Letní olympijské hry konané hlavně v australském Sydney. Suazo dvěma góly (jeden byl z penalty) přispěl k remíze 3:3 proti Nigérii. Ve druhém utkání proti Itálii odehrál opět celou minutáž, ale neodvrátil porážku 1:3. Ve třetím zápase vstřelil dva góly proti domácí Austrálii, Honduras ale nepostoupil.
V seniorské reprezentaci poprvé nastoupil pod koučem Maradiagou 4. března 2000 během domácího kvalifikačního zápasu na Mistrovství světa 2002 proti Nikaragui. Suazo začal v základní sestavě a byl u vítězství 3:0.
Během kvalifikace se prosadil v obou zápasech proti Salvadoru, Honduras ale neuspěl a skončil v konečné tabulce za postupující Kostarikou, Mexikem a USA.
Dostal se do nominace na latinskoamerický turnaj Copa América 2001, kde ale odehrál pouhých 14 minut v úvodu proti Kostarice.
Honduras na Copě získal třetí místo.
V roce 2003 si zahrál na Zlatém poháru CONCACAF, kam se Honduras kvalifikoval přes Středoamerický pohár. Suazo zasáhl do obou zápasů, ale po prohře proti Brazílii a remíze proti Mexiku se Honduras s turnajem rozloučil. Suazo pomáhal národnímu mužstvu v kvalifikačních bojích o Mistrovství světa 2006, ale jeho góly nestačily ani na postup do závěrečné fáze. Zlatého poháru CONCACAF v roce 2005 se neúčastnil.
Honduras se dokázal kvalifikovat na MS 2010 do Jihoafrické republiky a Suazo byl u toho. Byl nominován kolumbijským trenérem Reinaldem Ruedou na závěrečný šampionát, ale prvního zápasu s Chile se neúčastnil. Jako hrot nastoupil do druhého skupinového zápasu se Španělskem, který Španělé vyhráli dvěma góly Davida Villy. Ještě před prvním gólem měl Suazo v 17. minutě gólovou šanci, když těsně nestihl lob Palaciose.
Suazo byl střídán v samotném závěru zápasu. Ve třetím zápase se Švýcarskem, které skončilo remízou 0:0, se rovněž gólově neprosadil, byť měl ve druhém poločase slibnou příležitost. Opět byl střídán v závěru zápasu a Honduras skončil poslední ve skupině s jedním bodem.

## Trenérská kariéra
Během léta v roce 2018 se stal trenérem Brescie Calcio v druhé italské lize, Serii B. Hned v září ale dostal vyhazov poté, co s týmem během tří zápasů uhrál pouze bod za remízu.

## Úspěchy
Zdroj: 
Inter Milán
- Serie A (2× vítěz)
  - 1. místo: 2007/08, 2009/10
- Liga mistrů UEFA (1× vítěz)
  - 1. místo: 2009/10
- Coppa Italia (1× vítěz)
  - 1. místo: 2009/10

SL Benfica
- Taça da Liga (1× vítěz)
  - 1. místo: 2008/09